# Pantostomus tinctellipennis
Pantostomus tinctellipennis är en tvåvingeart som beskrevs av Hesse 1956. Pantostomus tinctellipennis ingår i släktet Pantostomus och familjen svävflugor. Inga underarter finns listade i Catalogue of Life.